# Liste der Biografien/Guk
Liste der Biografien |
Portal Biografien |
Personensuche
# |
A |
B |
C |
D |
E |
F |
G |
H |
I |
J |
K |
L |
M |
N |
O |
P |
Q |
R |
S |
T |
U |
V |
W |
X |
Y |
Z |
?
 
Ga |
Gb |
Gc |
Gd |
Ge |
Gf |
Gh |
Gi |
Gj |
Gk |
Gl |
Gm |
Gn |
Go |
Gp |
Gq |
Gr |
Gs |
Gu |
Gv |
Gw |
Gy |
Gz
 
Gua |
Gub |
Guc |
Gud |
Gue |
Guf |
Gug |
Guh |
Gui |
Guj |
Guk |
Gul |
Gum |
Gun |
Guo |
Gup |
Gur |
Gus |
Gut |
Guu |
Guv |
Guw |
Guy |
Guz
Die Liste der Biografien führt alle Personen auf, die in der deutschsprachigen Wikipedia einen Artikel haben. Dieses ist eine Teilliste mit 5 Einträgen von Personen, deren Namen mit den Buchstaben „Guk“ beginnt.

## Guk

### Guka
- Gukassow, Abram Ossipowitsch (1872–1969), russischer Unternehmer und Mäzen
- Gukassow, Pawel Ossipowitsch (1858–1937), russischer Unternehmer

### Guke
- Gukesh, D. (* 2006), indischer Schachgroßmeister, Schachweltmeister seit Dezember 2024D. Gukesh (* 2006)

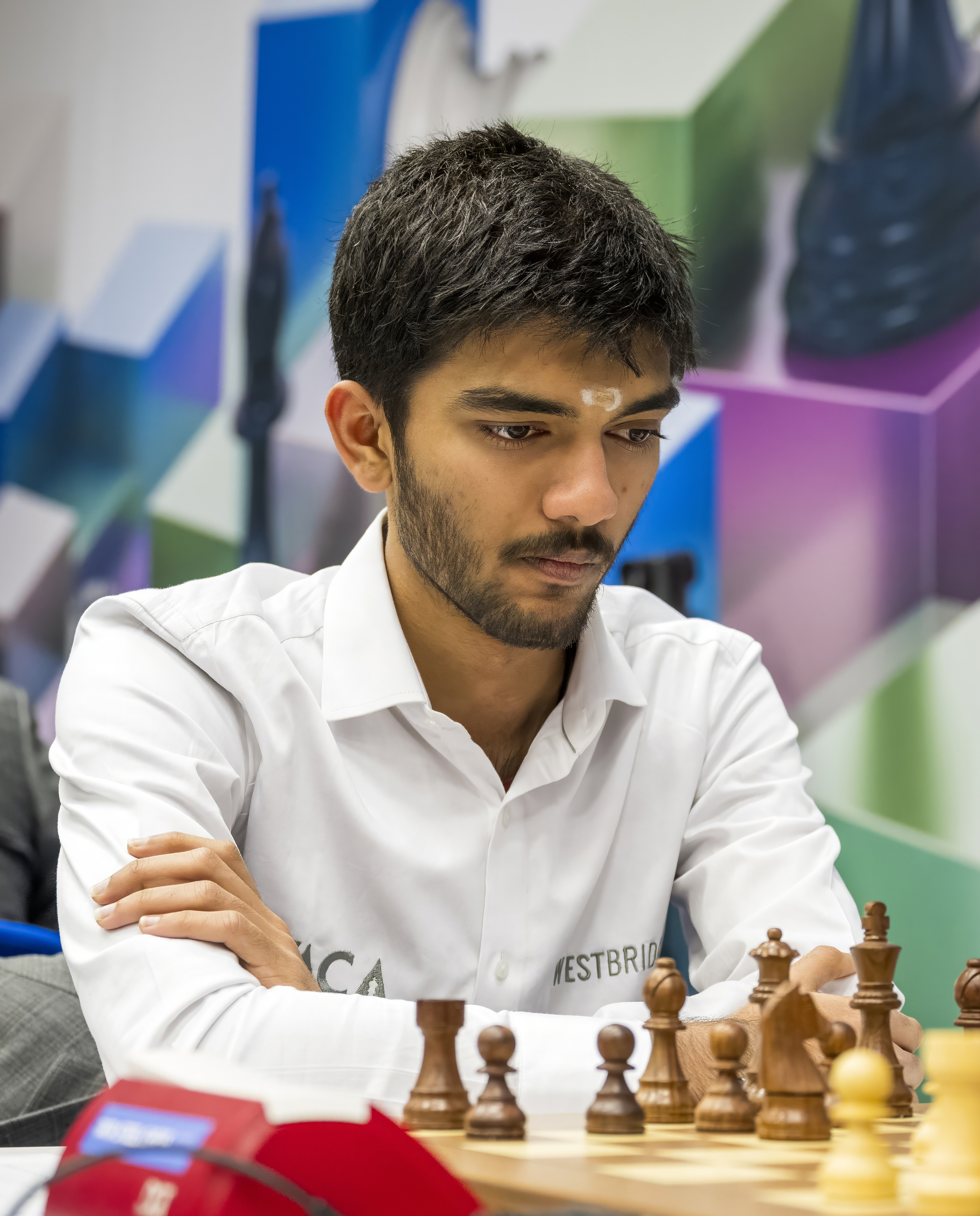
D. Gukesh (* 2006)

### Guko
- Gukow, Sergei Gennadjewitsch (* 1977), russischer theoretischer Physiker und Mathematiker
- Gukowski, Isidor Emanuilowitsch (1871–1921), sowjetischer Volkskommissar für Finanzen